# Stag Harbour
Stag Harbour est une communauté située sur l'île Fogo dans la province de Terre-Neuve-et-Labrador, au Canada.